# Nuraxi Figus
Nuraxi Figus (pronuncia Nurax'e vigus) è un villaggio di 583 abitanti, che sorge a 110 m s.l.m. nel comune di Gonnesa, da cui dista quasi 7 km,  nella provincia del Sulcis Iglesiente. Al centro del villaggio si trova la chiesa parrocchiale di  Sant'Isidoro Agricoltore.
La frazione è situata a breve distanza dalla miniera di Monte Sinni, al 2016 l'unica miniera carbonifera attiva in Italia.